# Juan I de Borbón
Juan I de Borbón (?, 1381-Londres, 5 de febrero de 1434) fue conde de Clermont en vida de su padre y después duque de Borbón y conde de Forez a su muerte. Más adelante, su matrimonio con María de Berry le convirtió también en duque de Auvernia y conde de Montpensier. 

## Vida
Era hijo de Luis II de Borbón y de Ana de Auvernia. Por causa de su matrimonio con María, duquesa de Auvernia, hija de Juan I de Berry, en el año 1400 su padre le elevó a conde de Clermont, pero la muerte de este en 1410, le dio los títulos de duque de Borbón y conde de Forez. Seis años después, la muerte de su suegro le convirtió en duque de Auvernia y conde de Montpensier.
Nombrado capitán general de Languedoc en 1404, atacó a los ingleses en Lemosín y tomó varias de sus fortalezas. Fue partidario en primer lugar de Juan I de Borgoña, del que se disoció después del asesinato de Luis de Orleans en 1407, y lo llevó a acercarse a los Armagnacs, convirtiéndose en un feroz oponente del duque de Borgoña. 
En la guerra civil entre Armagnacs y Borgoñones, que estaba en su apogeo en Borgoña en 1411, perdió Clermont-en-Beauvaisis durante algún tiempo. La paz firmada en 1412, eliminó las bandas de carreteros de la Isla de Francia. En 1414, se reanudó la guerra interrumpida por la invasión inglesa. Juan luchó en Azincourt en 1415 y allí fue hecho prisionero, quedando preso en Londres hasta su muerte.

### Matrimonio y descendencia
Se casó en el Palacio de la Ciudad de París el 24 de junio de 1400 con María de Berry, duquesa de Auvernia y condesa de Montpensier, hija de Juan de Francia, duque de Berry y de Juana de Armagnac; con la que tuvo a:
- Carlos de Borbón (1401-1456), conde de Clermont y duque de Borbón;
- Juan de Borbón (1403-1412), conde de Forez;
- Luis de Borbón (1405-1486), conde de Montpensier y señor de Mercœur;
- Isabel de Borbón, murió joven;
- María de Borbón, murió joven.

Tuvo una hija natural legitimada, Juana de Borbón (1399-1487), que se casó en 1435, un año después de la muerte de su padre, con Luis I Combauld de Borbón, un descendiente de Mahaut de Borbón.
Entre sus otros hijos ilegítimos destacan:
- Margarita de Borbón, casada en 1433 con Rodrigue de Villandrando (1386-1457), conde de Ribadeo y Valladolid, señor de Ussel.
- Juan de Borbón (1413-1485), conde de Velay, obispo de Le Puy, abad de Cluny y de Saint-André de Villenueve, y prior de Saint-Rambert.

## Muerte
Siguiendo los pasos de toda su familia, luchó en las batallas de la Guerra de los Cien Años, fue capturado durante la Batalla de Azincourt y murió prisionero en Londres, el 5 de febrero de 1434.